# Asian Five Nations
L’Asian Five Nations fu, dal 2008 al 2014, il campionato continentale asiatico di rugby a 15 in Asia.
Organizzato con periodicità annuale dall'Asian Rugby Football Union su un sistema di promozione/retrocessione, era articolato su diverse divisioni di merito (3 nel 2008, 4 nel 2009, 5 dal 2010 al 2014), con quella superiore, chiamata Top 5 o Top Five, che assegnava il titolo di campione d'Asia; il vincitore di ogni divisione seguente al Top Five accedeva alla divisione superiore per l'anno successivo; parimenti, l'ultimo classificato di ogni divisione, compresa la Top Five, retrocedeva alla divisione inferiore.
Chiamato anche HSBC Asian Five Nations per via dello sponsor, la banca d'affari hongkonghese HSBC, disputò la sua ultima stagione con la formula a 5 squadre nel 2014, quando lo sponsor annunciò la fine del suo contratto; sei delle sette edizioni tenutesi servirono anche come torneo di qualificazione asiatico a due edizioni consecutive della Coppa del Mondo di rugby, quella del 2011 e del 2015.

## Storia
Il torneo fu presentato nel 2007 per superare il formato dell'appena conclusa ultima edizione delle Asian Series, competizione anch'essa su base divisionale che per tre edizioni aveva assolto al compito sia di campionato continentale asiatico che girone asiatico di qualificazione alla Coppa del Mondo; per il 2008 fu decisa la struttura di un girone élite, denominato Top Five o Top 5, in cui le squadre si sarebbero incontrate in gare di sola andata con il sistema del round robin e classifica finale; annesso a tale sistema per determinare la squadra campione d'Asia figurava anche un sistema meritocratico di promozione e retrocessione, per il quale ogni squadra ultima classificata di ogni divisione sarebbe retrocessa in quella inferiore, rimpiazzata da quella promossa dalla divisione inferiore.
Fin dalla sua istituzione, lo sponsor della manifestazione fu la banca anglo-hongkonghese HSBC, storicamente legata al rugby del sud-est asiatico fin dalla fine del XIX secolo; il trofeo, una coppa d'argento raffigurante una tigre e un drago, simboli dell'Asia, fu donato da due club sportivi indiani, il Bombay Gymkhana e il Calcutta Cricket & Football Club.
Dal punto di vista del palmarès, la competizione fu dominata dal Giappone che non solo vinse tutte le sette edizioni disputate, ma concluse sempre a punteggio pieno ogni torneo, vincendo tutti e 28 incontri in cui fu impegnata nella storia della competizione.
Le edizioni dal 2008 al 2010 e quelle dal 2012 al 2014 servirono, altresì, da qualificazione alle Coppe del Mondo rispettivamente del 2011 e del 2015.
Ad aprile 2014 la banca HSBC annunciò la fine del contratto di sponsorizzazione, che non sarebbe stato rinnovato al termine dell'imminente edizione di torneo; il mancato apporto finanziario di tale importante sponsor che spinse l'Asian Rugby Football Union a ridimensionare il torneo e adottare, a partire dall'anno seguente, una formula a tre squadre; a tal fine, furono previste due retrocessioni dalla Top Five senza promozioni, mentre le divisioni inferiori, per assorbire i due esuberi provenienti dal Top 5, sarebbero stati disputati solo per mantenere il posto nella stagione successiva: così le prime due della 1ª divisione 2014 sarebbero rimaste per il 2015 mentre le ultime due sarebbero retrocesse in 2ª divisione per la stagione successiva, e così via.
Tra il primo livello, costituito da Giappone, Corea del Sud e Hong Kong, e il resto del continente, fu previsto un meccanismo indiretto di promozione/retrocessione, ovvero la possibilità per la vincitrice della prima divisione di sfidare in gara unica, a propria richiesta, l'ultima della divisione élite.

## Albo d'oro

### Top Five
| Edizione | Campione | 2ª classificata | 3ª classificata     | 4ª classificata     | Retrocessa          |
| -------- | -------- | --------------- | ------------------- | ------------------- | ------------------- |
| 2008     | Giappone | Corea del Sud   | Hong Kong           | Kazakistan          | Golfo Persico       |
| 2009     | Giappone | Kazakistan      | Corea del Sud       | Hong Kong           | Singapore           |
| 2010     | Giappone | Kazakistan      | Hong Kong           | Golfo Persico       | Corea del Sud       |
| 2011     | Giappone | Hong Kong       | Emirati Arabi Uniti | Kazakistan          | Sri Lanka           |
| 2012     | Giappone | Corea del Sud   | Hong Kong           | Emirati Arabi Uniti | Kazakistan          |
| 2013     | Giappone | Corea del Sud   | Hong Kong           | Filippine           | Emirati Arabi Uniti |
| 2014     | Giappone | Hong Kong       | Corea del Sud       | Filippine           | Sri Lanka           |